# Thilogne
Thilogne (de vegades Thilone) és una ciutat del nord-est del Sénégal, situada entre Agnam i Matam, a una vintena de quilòmetres de la frontera amb Mauritània (Kaedi).

## Història
Thilogne conegut també, per la seva posició geogràfica estratègica, sota el nom de Salndou Fouta, hauria estat fundada al segle xiii. Està formada per diversos barris : N'dioufnabé, Diabé-Sala, Badel (barris principalment habitats pels Mbégnou-ganna o sébbé), Mollé (on resideix el Cerno Mollé), Diawanbés, Gamgou, Golléré, Sinthiou i Halaybé.
És la capital política, econòmica i religiosa del Bosséa (o Bosseya), i ho fou del Futa al segle xviii.
Els primers habitants de Thilogne foren els diagarafs (propietaris terratinents), títol pres pels sebbés, hi n'ha quatre a Thilogne: el Diagaraf Badel (els patronímics Diagne i Dia), el Diagaraf N'diouf (el patronímic Diop), el Diagaraf Ma-nga (el patronímic Fofana) i el Diagaraf Sirwa (el patronímic Niang).
El poble fou administrat politiquement pel cerno Mollé, sorgit de la família Ly, fins a la seva erecció en municipi l'any 1996.
Grans reunions històrics s'han fet a la població, com la decisió d'afrontar als deniyankoobés de Koli Tenguella (regne de Denanke) vers 1520.
Thilogne fou també durant molts anys la seu dels almamy del Futa, dels quals el primer, Abdoul Kadir Kane procedia del proper poble de Kobilo.
No es pot parlar de la història de Thilogne sense evocar als "Tourambé" (portant com nom de família Touré) reunits a Diabé-Sala. El cementiri d'aquest municipi es diu "Sadaw" i agafa el seu nom dels tres bessons Walioul-Allah Tourambé morts després d'haver complert dignament, successivament, el prec del Foutouro "Timis".

## Administració
Pertany avui dia al departament de Matam de la regió de Matam. Thilogne fou erigida en municipi l'any 1996.

## Geografia
Les localitats més pròximes són Barga, Els Agnam (Godo, Toulel Thialé, Civol, Wouro Cire, Thiodaye, Goly, etc.), Horé-Fundat, Belthindi, N'Diafane, Ganki Doumbodjie, Liwou, Kobilo, Dabia, Goudoudé Ndouetbé i Goudoudé Diobé, Bokidiawé, Doumga, etc.

### Població
En el moment del cens del 2002, Thilogne comptava 8.425 habitants, 658 concessions i 934 edificis.
Al final del 2007, segons les estimacions oficials, la població s'elevaria a 9.983 persones.
L'economia de Thilogne està principalment basada en l'agricultura (l'estació de les pluges o diéri i l'estació dels regadius quan els rius desbordent). El seu mercat setmanal o Loumma permet als ocupants d'aquesta localitat d'accedir als productes del país a baix preu. El peix prové de l'interior del país gràcies a camions exportadors.

## Agermanaments
Thilogne està agermanada amb Trappes a França.